# Fray Mocho

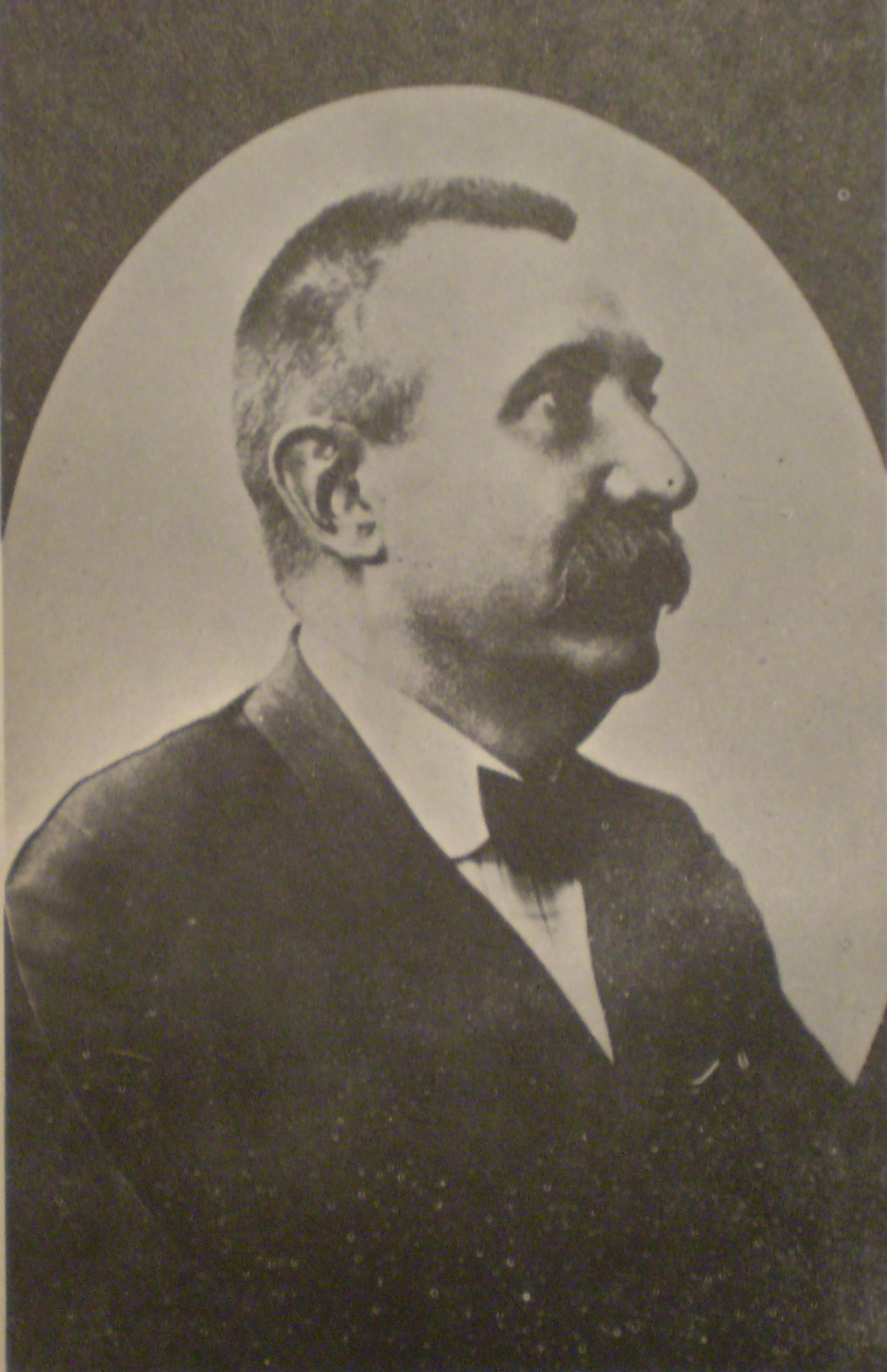
Fray Mocho

Fray Mocho, eigentlich José Sixto Alvarez (* 26. August 1858 in Gualeguaychú, Provinz Entre Ríos; † 23. August 1903 in Buenos Aires) war ein argentinischer Journalist und Schriftsteller.

## Leben
José Sixto Alvarez – gelegentlich auch José Ciriaco Alvarez – kam mit 18 Jahren 1876 zum ersten Mal nach Buenos Aires. Er war begeistert von den Möglichkeiten, welche die Stadt ihm bot und drei Jahre später ließ er sich in dieser Stadt nieder und blieb dort bis an sein Lebensende.
Er begann für verschiedene Zeitungen (La Nación, La Razón oder La Patria Argentina) und Zeitschriften (El Ateneo, La Colmena Artística oder Fray Gerundio) zu schreiben. Auf Grund seiner direkten Art als Journalist und seiner Lebensweise wurde er von seinen Kollegen bald „Fray Mocho“ (Mönchlein Unverblümt) genannt, und Alvarez begann bald nur noch unter diesem Pseudonym zu veröffentlichen.
Neben seinen journalistischen Arbeiten versuchte sich Alvarez auch an literarischen Werken und konnte 1885 mit seiner Anthologie Esmeraldas erfolgreich als Schriftsteller debütieren. 1898 gründete er die Zeitschrift Caras y Caretas, die er bis zu seinem Tode leitete. Neben vielen Kollegen können José Ingenieros, Roberto Payró und Horacio Quiroga hier genannt werden.
José Sixto Alvarez starb drei Tage vor seinem 45. Geburtstag in Buenos Aires und fand dort auch seine letzte Ruhestätte.

## Rezeption
Alvarez gilt als Vertreter des Modernismo, das er immer als Antwort des europäischen Fin de siècle gesehen hatte. In seinen literarischen Werken verwendete er auch immer wieder Lunfardo; nach eigenem Bekunden bewusst als Kontrapunkt zur kastilischen Sprache. Als sein wichtigstes Werk gilt En el mar Austral, in dem er das Leben auf einem argentinischen Walfangschiff während einer einjährigen Reise beschreibt.
Agustín Cuzzani nannte eines seiner Theater ihm zu Ehren Teatro Fray Mocho.

## Werke (Auswahl)
Romane und Novellen
- En el mar Austral. Vaccaro, Buenos Aires 1920.
- Galería de ladrones de la capital. 1887.
- Esmeraldas. Cuentos mundanos. 1885.
- Los costumbristas del 900 (Capitulo; Bd. 34). Centro Editorial de América, Buenos Aires 1980.
- Memorias de un vigilante. 1897.
- Un Viaje al país de los matreros. Vaccaro, Buenos Aires 1920.
- Salero criollo. Vaccaro, Buenos Aires 1920.

Werkausgabe
- Cuentos de Fray Mocho. Editorial Universal, Buenos Aires 1963 (Illustriert von Hector Basaldua).